# 北海道道646号曲渊停车场线
北海道道646号曲渊停车场线（日语：北海道道646号曲淵停車場線）是一条位于北海道稚内市的普通道级道路（北海道道）。

## 道路概况
- 起点：北海道稚内市声問村曲渊（旧JR北海道 曲渊站）
- 終点：北海道稚内市声問村曲渊
- 总距离：0.6千米

## 经过的自治体
- 宗谷综合振兴局
  - 稚内市

## 主要连接道路
- 北海道道138号丰富猿拂线（终点）

## 历史
- 1969年（昭和44年）6月18日 - 路線勘定（北海道告示第1249号）